# Esta noche voy contigo
«Esta Noche Voy Contigo» es una canción pop latino de la cantante colombiana Shakira, escrita por Miguel Enrique Cubillos. Fue lanzada como tercer y penúltimo sencillo del álbum Magia el 16 de julio de 1991 en Colombia. Esta canción no tuvo éxito como los dos primeros.

## Vídeo musical
El videoclip se grabó en el Zoológico Matecaña y junto a la estatua 'El Vigilante' en Pereira.